# Teoma
Teoma (от гэльск. teòma — "эксперт") — глобальная поисковая система, открытая в 2000 году профессором Ратгерского университета (Нью-Джерси) Апостолосом Герасулисом и его коллегами. Совместно с Герасулисом технологию разрабатывал профессор Тао Ян из  Калифорнийского университета в Санта-Барбаре.
Поисковая система создана на основе проекта 1998 года DiscoWeb. Результаты исходного исследования были представлены в докладе "DiscoWeb: Applying Link Analysis to Web Search" на конференции по World Wide Web в мае 1999 года.
Уникальной особенностью Teoma является алгоритм популярности ссылок. В отличие от механизма PageRank поисковика Google, используемая Teoma технология Subject-Specific Popularity анализирует ссылки с учетом контекста, определяя их важность в зависимости от темы. Например, страница, найденная по слову «бейсбол» получит более высокий рейтинг, если другие страницы, найденные по слову «бейсбол», ссылаются на неё.
Многие элементы алгоритма Teoma основаны на методологии компании IBM, разработанной для проекта CLEVER.
11 сентября 2001 года Teoma была приобретена компанией Ask Jeeves и стала основой для поисковой системы ask.com и международных сайтов Ask Jeeves (например, ask.co.uk, ask.jp, es.ask.com). 26 февраля 2006 года сайт Teoma стал перенаправлять пользователей на основную страницу Ask.com. Алгоритм Teoma в настоящее время используется Ask.com под названием ExpertRank.
В мае 2010 года Ask.com сделала официальное заявление, что сайт Teoma был вновь запущен в качестве упрощённого интерфейса поисковой системы. При этом результаты поиска Teoma в целом совпадают с результатами основного сайта Ask.com, но могут отличаться в деталях. Отличия вызваны отработкой новых технологий.

### Рейтинги поисковых машин
- Bruce Clay, INC's Search Engine Relationship Chart
- ihelpyou, INC's Search Engine Partnership Chart